# Paas (Indonesië)
Paas is een bestuurslaag in het regentschap Garut van de provincie West-Java, Indonesië. Paas telt 6287 inwoners (volkstelling 2010).